# Sankt Savanationalism

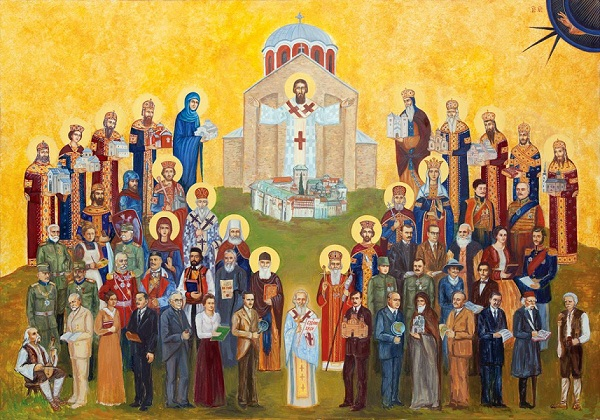
Sankt Sava (längst upp i mitten) och andra berömda serber avbildade på en ikon.

Sankt Savanationalism, eller Sankt Sava-nationalism, (serbisk kyrillska: Светосавски национализам; latinska: Svetosavski nacionalizam; kyrkslaviska: Нацїонализмъ Свѧтого Са́ввы) är en serbisk teologisk och politisk term som skapades av helgonet Sankt Nikolaj Velimirović för att beskriva en Serbisk-ortodox kristen nationalism och som var grundad på Sankt Savas liv och arbete.

## Historik
I en föreläsning som Velimirović hade år 1935 gav han sex olika principer för Sankt Savanationalismen: 
"Denna [Sankt] Sava-nationalism omfattar folkkyrkan, folkdynastin, folkstaten, folkets utbildning, folkets kultur och folkets försvar. Grunden och centrum för Sankt Savas nationalism är folkkyrkan."
Senare nämnde han också serbernas tre största värden: Gud, kung och hem.